# 부간
부간(傅幹, 175년 ~ ?)은 후한 말의 정치가로, 자는 언재(彦材)이며 양주(凉州) 북지군(北地郡) 영주현(靈州縣) 사람이다. 아명은 별성(別成)이다.

## 생애
부친인 부섭(傅燮)은 한양태수(漢陽太守)였다.
중평(中平) 4년(187년), 양주자사(凉州刺史) 경비(耿鄙)의 폭정을 참지 못한 이민족들이 반란을 일으켰다. 이때 한양성이 포위되었는데, 당시 열세 살이었던 부간은 부섭에게 항복할 것을 권하였다. 그러나 부섭은 이를 듣지 않았고, 부하에게 부간을 맡기는 한편 자신은 맞서 싸우다가 전사하였다. 부간은 이후 경비의 옛 부하인 마등(馬騰)을 섬겼다.
건안(建安) 7년(202년), 마등이 기주목(冀州牧) 원상(袁尙) · 병주목(幷州牧) 고간(高幹)과 손을 잡아 조조에 대항하려 하였다. 부간은 이를 만류하였고, 마등은 부간의 의견을 받아들여 조조를 적대하지 않았다. 이후 마등은 부장 방덕(龐德)과 아들 마초(馬超)를 조조에게 파견하여 고간과 하동태수(河東太守) 곽원(郭援)을 무찔렀다.
이후 부간은 조조를 섬겼다. 건안 17년(212년), 유비(劉備)가 익주목(益州牧) 유장(劉璋)을 공격하였다. 조조의 승상연(丞相掾)인 조전(趙戩)은 유비가 익주를 평정하지 못할 것이라고 하였으나, 당시 징사(徵士)였던 부간은 유비가 자신의 기량과 제갈량(諸葛亮) · 관우(關羽) · 장비(張飛)의 도움을 받아 촉을 평정할 것이라고 주장하였다. 이후 유비는 정말로 익주를 평정하였다.
건안 19년(214년) 가을 7월, 조조가 손권(孫權)을 치려 하였다. 이에 당시 참군(參軍)이었던 부간은 덕으로써 회유하는 것이 좋다고 진언하였으나, 받아들여지지 않았다. 결국 손권 정벌은 이렇다 할 전과를 세우지 못하고 끝났다.
부간의 관직은 승상창조속(丞相倉曹屬)에까지 올랐으며, 혹은 부풍태수(扶風太守)까지 이르렀다.

## 부간의 친족관계

### 관련 인물
- 부섭
- 부손